# Дворжак, Мирослав (хоккеист)
Мирослав Дворжак (чеш. Miroslav Dvořák, 11 октября 1951, Глубока-над-Влтавоу, Чехословакия — 11 июня 2008, Ческе-Будеёвице, Чехия) — бывший чехословацкий хоккеист, защитник. Чемпион мира 1976 и 1977 года, серебряный призёр зимних Олимпийских игр в Инсбруке 1976 года.

## Биография
Мирослав Дворжак начал свою хоккейную карьеру в 1970 году, в клубе «Ческе-Будеёвице», в котором провёл почти всю свою карьеру. С 1972 по 1974 год он выступал за армейскую команду «Дукла Йиглава». В её составе стал чемпионом Чехословакии 1974 года. В 1982 году перебрался за океан, где отыграл 3 сезона в НХЛ за клуб «Филадельфия Флайерз». В 1985 году стал финалистом кубка Стэнли. В том же году вернулся в Европу, три сезона провёл в Германии. В 1988 году вернулся на родину, отыграв последний сезон своей карьеры за «Ческе-Будеёвице».
С 1973 по 1983 год играл за сборную Чехословакии. В её составе дважды выигрывал золотые медали чемпионата мира, стал серебряным призёром Олимпийских игр. Помимо этого завоевал 6 серебряных и 1 бронзовую медаль на чемпионатах мира. В 1976 году был финалистом кубка Канады.
После окончания игровой карьеры на протяжении трёх лет работал тренером «Ческе-Будеёвице».
В 1999 году у Дворжака обнаружили рак гортани. 11 июня 2008 года умер в возрасте 56 лет.
6 мая 2010 года принят в Зал славы чешского хоккея.

## Достижения
- Чемпион мира 1976 и 1977
- Серебряный призёр чемпионата мира 1974, 1975, 1978, 1979, 1982, 1983
- Бронзовый призёр чемпионата мира 1981
- Серебряный призёр Олимпийских игр 1976
- Чемпион Европы 1976, 1977
- Серебряный призёр ЧЕ 1974, 1975, 1978, 1979, 1983.
- Третий призёр ЧЕ 1981, 1982.

- Чемпион Чехословакии 1974
- Серебряный призёр чемпионата Чехословакии 1973 и 1981
- Финалист Кубка Канады 1976
- Финалист Кубка Стэнли 1985
- Серебряный призёр чемпионата Европы среди юниоров 1970
- Лучший защитник чемпионата Европы среди юниоров 1970

## Статистика
- Чемпионат Чехословакии — 509 игр, 79 шайб
- Сборная Чехословакии — 231 игры, 14 шайб
- НХЛ — 211 игр, 11 шайб, 76 передач
- Немецкая вторая лига — 150 игр, 39 шайб, 161 передача
- Всего за карьеру — 1101 игра, 143 шайбы

## Семья
Два его сына, Мирослав-младший (род. 05.05.1975 г.) и Алеш (род. 16.02.1978 г.) — бывшие хоккеисты, закончившие игровую карьеру в 2017 и 2016 годах соответственно.